# Casa de Durazzo
Os Durazzo, ou Durassa, foram uma família nobre italiana de origem albanesa, originária da cidade de Durrës, na Albânia.
Juntamente com as famílias Spinola, Grimaldi e Doria, os Durazzo marcaram a vida política da República de Gênova, com membros ostentanto os títulos de Doge (chefe supremo da república) nove vezes e de senador trinta vezes. Também podem ser contados dois cardeais e cinco bispos da Igreja Católica, dezesseis embaixadores e vários colecionadores, patronos e acadêmicos.
O ramo cadete da família, os Anjou–Durazzo, governou o Reino de Nápoles de 1382 a 1435.

## Membros
Reis de Nápoles
- Carlos III de Nápoles (de 1382 até 1386)
- Ladislau de Nápoles (de 1386 até 1414)
- Joana II de Nápoles (de 1414 até 1435)

Doges de Gênova
- Giacomo Grimaldi Durazzo (de 1573 até 1575)
- Pietro Durazzo (1619 até 1621)
- Giovanni Battista Durazzo (de 1639 até 1641)
- Cesare Durazzo (de 1665 até 1667)
- Pietro Durazzo (de 1685  até 1687)
- Vincenzo Durazzo (de 1709 até 1711)
- Stefano Durazzo (de 1734 até 1736)
- Marcello Durazzo (de 1767 até 1769)

Doge de Lígure
- Girolamo Luigi Durazzo (de 1802 até 1805)

Cardeais
- Stefano Durazzo
- Marcello Durazzo